# رامازانوف
رامازانوف (22 فبراير 1976 بباكو في أذربيجان - ) هو لاعب كرة قدم أذربيجاني في مركز الهجوم. شارك مع منتخب أذربيجان لكرة القدم. أما مع النوادي، فقد لعب مع نادي باكو ونادي خزر لنكران ونادي قره باغ وMOIK Baku ‏ وKarvan FK ‏ وBakılı PFK ‏.

## روابط خارجية
- رامازانوف على موقع قاعدة بيانات كرة القدم.إي يو (الإنجليزية)
- رامازانوف على موقع ناشيونال فوتبول تيمز (الإنجليزية)